# Shepherdia canadensis
Shepherdia canadensis, llamado popularmente soopolallie, soapberry, foamberry, o buffaloberry de Canadá, es un pequeño arbusto del género Shepherdia que produce bayas comestibles; oriundo de Canadá y norte de Estados Unidos.

## Descripción
La planta es un arbusto de hoja caduca de bosques abiertos y matorrales, que crece hasta un máximo de 1 a 4 metros.
La fruta suele ser roja, pero igualmente existe una variedad tiene bayas amarillas. Las bayas a pesar de ser comestibles tienen un sabor amargo, por lo que requiere un proceso previo a su consumo. 
La especie está muy extendida en todo Canadá, excepto en la Isla del Príncipe Eduardo, y en el oeste y norte de los Estados Unidos, incluidos Alaska e Idaho.

## Usos

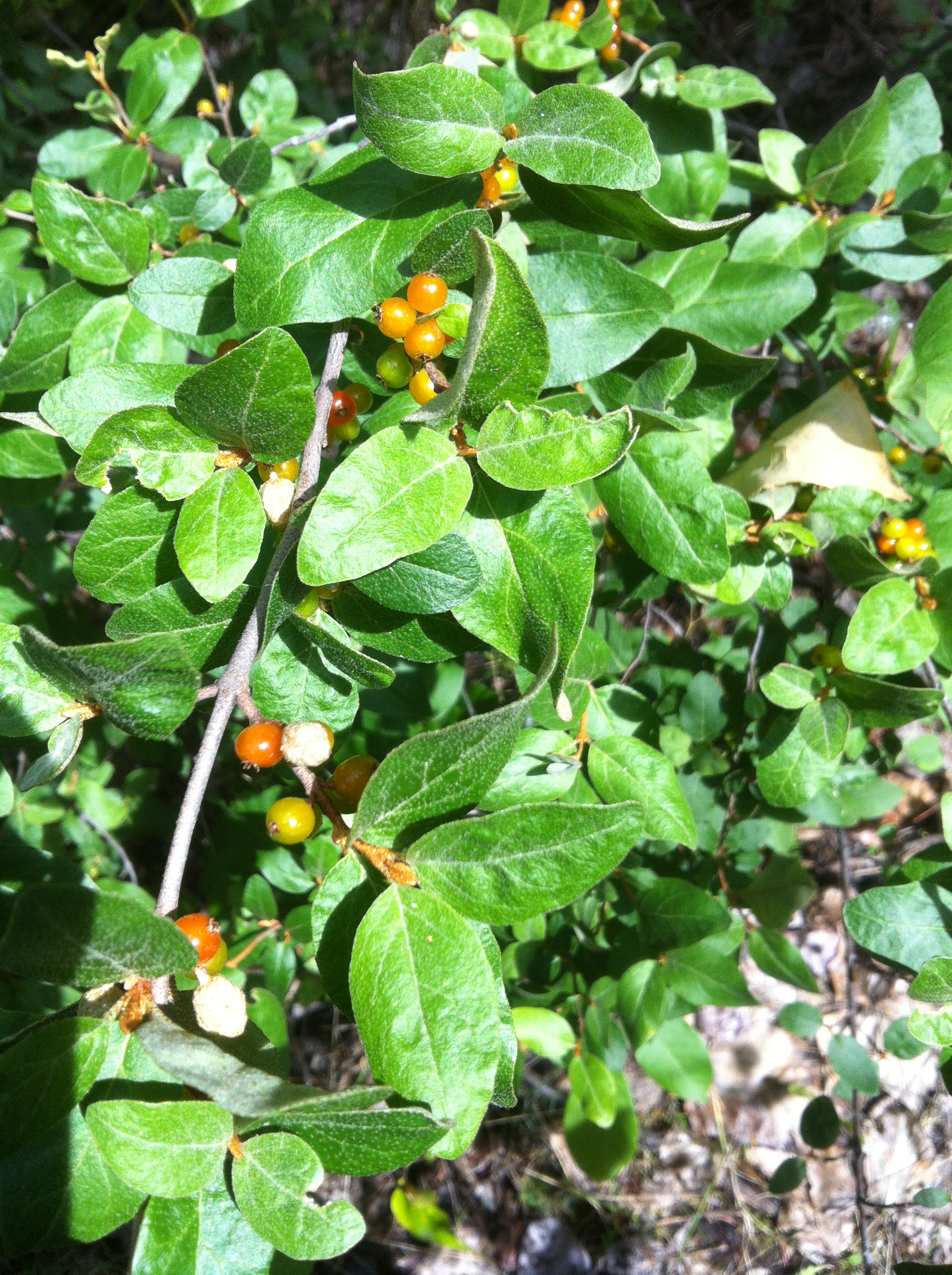
Shepherdia canadiensis L. Greene

Respecto a su uso alimentario, a pesar del sabor amargo de sus bayas, algunos pueblos de las Primeras Naciones canadienses como los salish del Río Thompson, lillooet y shuswap en la provincia de Columbia Británica han recolectado ampliamente sus frutos silvestres para su consumo. 
Para consumir las bayas las cuales tienen un toque de amargor (específicamente de sabor dulce y amarga, comparable parcialmente al sabor del café endulzado), se suelen recolectan y posteriormente procesar como "sxusem", también deletreado "sxushem" y "xoosum" o "hooshum" ("helado indio canadiense"); cuya preparación comienza con la recolección de los frutos mediante la colocación de un tapete o lona debajo de los arbustos, golpear las ramas, recolectar las frutas muy maduras, y mezclar con otras frutas dulces como las frambuesas. Posteriormente se tritura la mezcla y luego se va batiendo para aumentar la espuma característica de esta preparación.
Los pueblos de las Primeras Naciones que lo consumen creen que esta preparación tiene muchas propiedades saludables, pero se debe tener precaución al consumirse en exceso; ya que los químicos de saponina que crean la espuma pueden causar irritación gastrointestinal si se consumen 
los frutos en grandes cantidades.